# 南邵镇
南邵镇是中国北京市昌平区下辖的一个镇，京密引水渠贯穿镇内。

## 历史沿革
1956年设南邵乡，1958年改名为十三陵公社，1961年更名为南邵公社，1982年复设乡。

## 行政区划
南邵镇下辖以下村级单位：
南邵村、姜屯村、张各庄村、景文屯村、纪窑村、金家坟村、辛庄村、四合庄村、东营村、张营村、何营村、小北哨村、北邵洼村、官高村、三合庄村和营坊村